# NameExoWorlds

Logotip de la UAI

NameExoWorlds (també conegut com a IAU NameExoWorlds) és el nom de diversos projectes gestionats per la Unió Astronòmica Internacional (UAI) per fomentar la presentació de noms per a objectes astronòmics, que posteriorment serien considerats per a l'adopció oficial de l'organització.

## Història
El primer projecte d'aquest tipus (NameExoWorlds I ), el 2015, va tenir en compte la denominació d'estrelles i exoplanetes. Els membres van enviar 573.242 vots quan es va tancar el concurs el 31 d'octubre de 2015, i es van seleccionar els noms de 31 exoplanetes i 14 estrelles. Molts dels noms escollits es basaven en la història mundial, la mitologia i la literatura. El juny de 2019, un altre projecte d'aquest tipus (NameExoWorlds II ), en celebració del centè aniversari de l'organització, en un projecte anomenat oficialment IAU100 NameExoWorlds, va donar la benvinguda als països del món per enviar noms per als exoplanetes i les seves estrelles amfitriones. Es va assignar una estrella amb un exoplaneta a cada país, i els membres del públic van enviar noms per a ells.
L'agost de 2022, es va anunciar el tercer projecte NameExoWorlds, que va donar nom a 20 exoplanetes i les seves estrelles hostes, tots ells objectius per a l'observació del telescopi espacial James Webb. Els noms es van anunciar el juny de 2023.

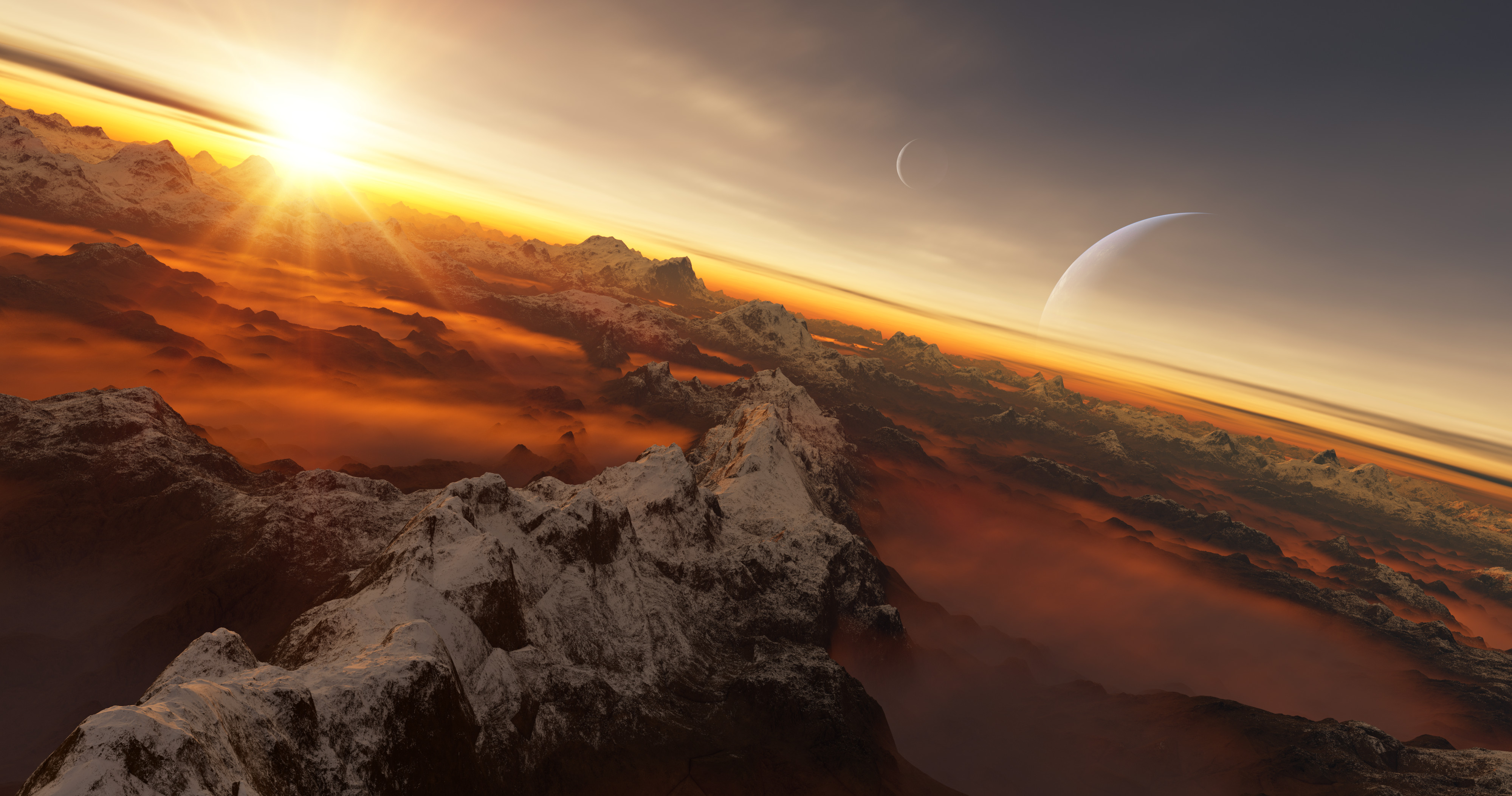
Unió Astronòmica Internacional (UAI) - Projecte NameExoWorlds